# Amoron'i Mania
Amoron'i Mania is een regio in centraal Madagaskar. De regio heeft een oppervlakte van 16.141 km² en de regio heeft 677.508 inwoners. De regio grenst in het noorden aan Vakinankaratra, in het noordoosten in Atsinanana, in het zuidoosten aan Vatovavy-Fitovinany, in het zuiden aan Haute Matsiatra, in het zuidwesten aan Atsimo-Andrefana. De hoofdstad van de regio is Ambositra.

## Districten
De regio is verdeeld in vier districten:
1. Ambatofinandrahana
2. Ambositra
3. Fandriana
4. Manandriana.